# Cratere Gushkin
Gushkin è un cratere sulla superficie di Ganimede.